# Зимри-Лима
Зимри-Лима је био посладњи краљ државе Мари у древној Месопотамији. Владао је од 1775. до 1761. године п. н. е. (средња хронологија).

## Владавина
Зимри-Лима је са власти збацио Јасмах-Адада, сина асирског краља Шамши-Адада I. Шамши-Адад је поставио свога сина на престо Марија, а Зимри-Лиму протерао из државе. Након смрти Шамши-Адада I, Зимри-Лима је лако преузео власт од његовог сина. Маријем је владао око тринаест година. Године 1764. п. н. е. био је савезник старовавилонског цара Хамурабија у његовом походу на моћну државу Ешнуну. 
Зимри-Лимова палата била је највежа у тадашњој Месопотамији. Имао је најмање осам кћери које је удавао за локалне владаре. Године 1762. п. н. е. Хамураби напада државу Мари. Зимри-Лима је погинуо приликом заузимања града.